# Дуб черешчатий (пам'ятка природи, Ізяславська міська громада)
Дуб чере́шчатий — ботанічна пам'ятка природи місцевого значення в Україні. Об'єкт природно-заповідного фонду Хмельницької області. 
Розташована в межах Ізяславської міської громади Шепетівського району Хмельницької області, на північний захід від села Лютарка. 
Площа 41 га. Статус присвоєно згідно з рішенням облвиконкому від 15.10.1986 року № 225. Перебуває у віданні ДП «Ізяславський лісгосп» (Лютарське лісництво, кв. 41, вид. 32). 
Статус присвоєно для збереження частини лісового масиву з цінними насадженнями дуба черешчатого.